# Gynopterus desertor
Gynopterus desertor is een keversoort uit de familie klopkevers (Ptinidae). De wetenschappelijke naam van de soort werd in 1896 gepubliceerd door Edmund Reitter.